# 北久米駅
北久米駅（きたくめえき）は、愛媛県松山市北久米町にある、伊予鉄道横河原線の駅である。駅番号はIY14。
2010年代に駅のバリアフリー化に関する工事が行われたが、同工事は2018年（平成30年）3月に完了した。

## 歴史
- 1967年（昭和42年）1月1日：開業。

## 駅構造
島式ホーム1面2線を有する地上駅で、有人駅である。列車交換可能駅で、朝ラッシュ時に電車が行き違うダイヤが組まれている。

### のりば
| 番線 | 路線      | 行先                   |
| ---- | --------- | ---------------------- |
| 1    | ■横河原線 | 松山市方面             |
| 2    | ■横河原線 | 久米・梅本・横河原方面 |

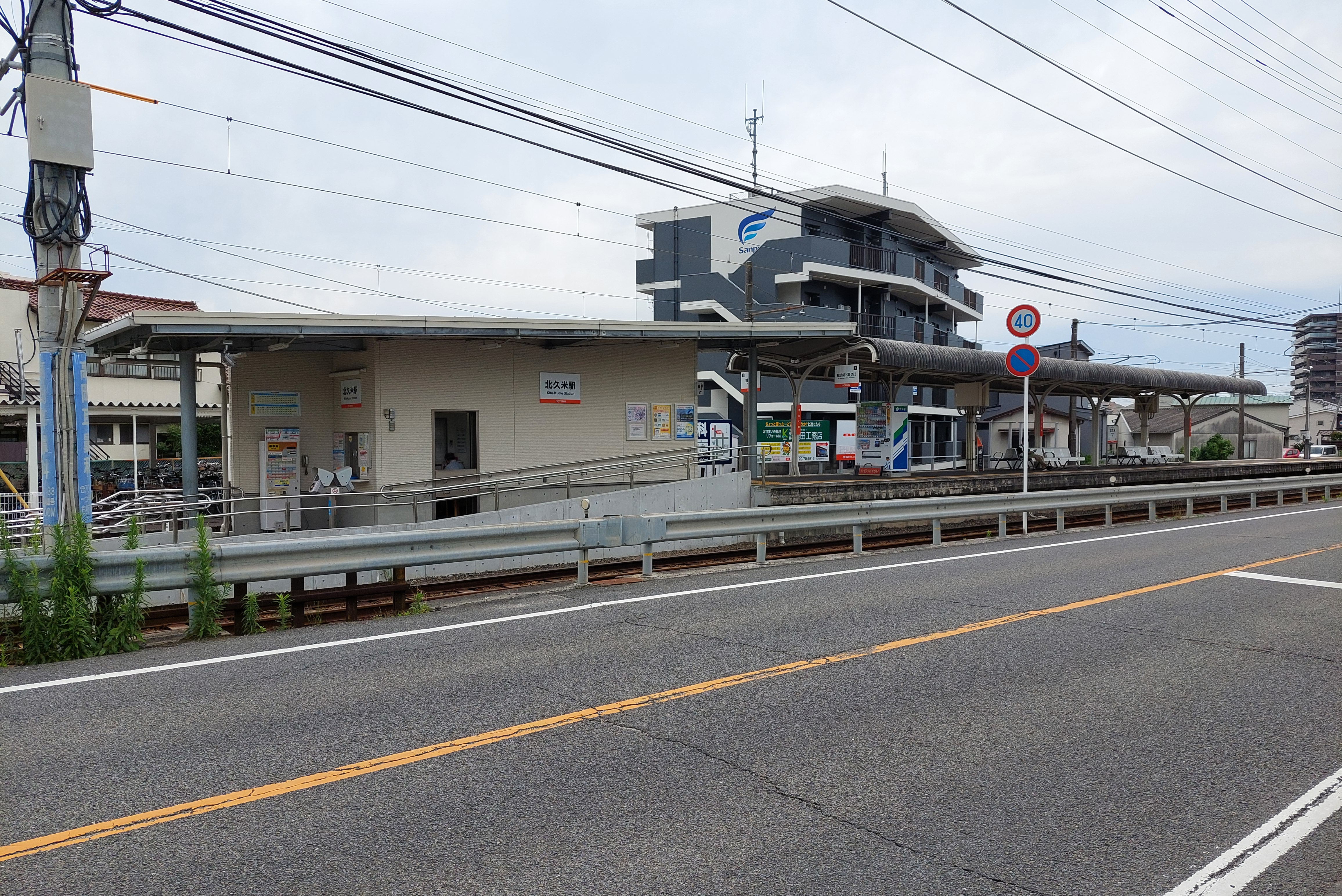
県道からの光景
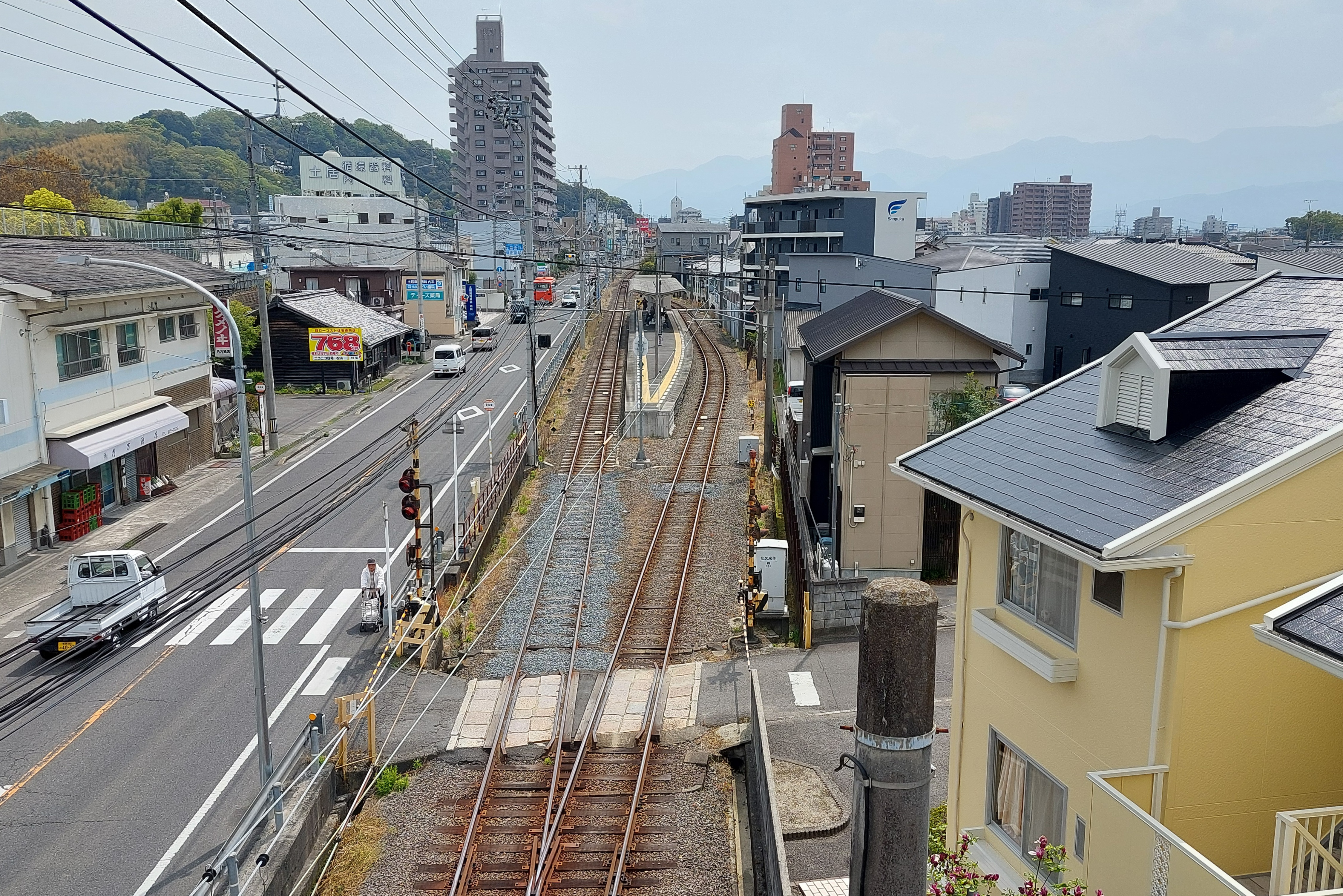
西側

## 駅周辺
- 松山市立北久米小学校
- 東道後温泉郷
- 伊予鉄バス北久米停留所

## 隣の駅
伊予鉄道
■横河原線
福音寺駅 (IY13) - 北久米駅 (IY14) - 久米駅 (IY15)